# Evgeny Lebedev

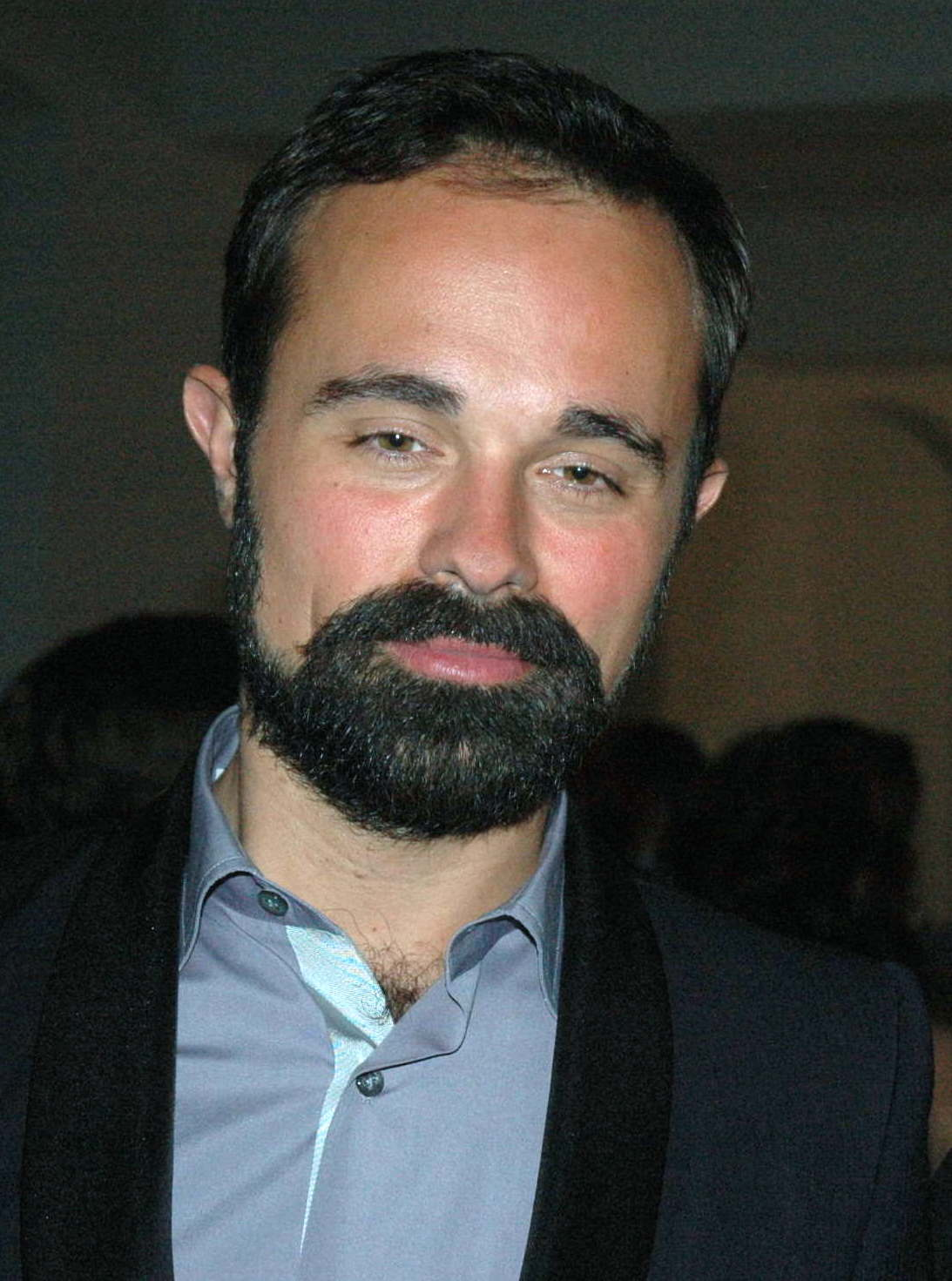
Evgeny Lebedev, 2010

Evgeny Alexandrovich Lebedev, Baron Lebedev (russisch Евгений Александрович Лебедев Jewgeni Alexandrowitsch Lebedew, ɪ̯ɪvˈɡʲenʲɪɪ̯ ˈlʲebʲɪdʲɪf; * 8. Mai 1980 in Moskau) ist ein russisch-britischer Geschäftsmann und Mitglied des House of Lords. Über die Lebedev Holdings Ltd besitzt er den Evening Standard, The Independent und den TV-Sender London Live. Sein Vermögen stammt von seinem Vater Alexander Lebedew, einem russischen Oligarchen, Banker und ehemaligen KGB-Offizier. Dieser machte sein Vermögen mit Spekulation auf Gazprom.
Im Juli 2020 schlug der britische Premierminister Boris Johnson Lebedev für seine Wohltätigkeit und seine Verdienste für die Medien als Life Peer vor. Laut The Sunday Times hat der britische Geheimdienst vor dem Schritt gewarnt, da er die Ernennung für ein Sicherheitsrisiko hielt. Boris Johnson sagte über den Artikel, dass er „simply incorrect“, einfach falsch, sei. Lebedev hat erklärt, dass er kein Sicherheitsrisiko darstelle und seine Familie „sich für die Pressefreiheit in Russland einsetze“. Lebedev sitzt seit 19. November 2020 als Crossbencher im House of Lords.
Seit Mai 2022 steht sein Vater, Alexander Lebedev, wegen der russischen Invasion in der Ukraine auf einer kanadischen Sanktionsliste.

## Leben
Lebedev ist der Sohn von Alexander Lebedev und dessen ersten Frau Natalie Sokolova, einer Ingenieurin und Tochter des Biologen Wladimir Jewgenjewitsch Sokolow.
Im Alter von acht Jahren zog er nach London, da sein Vater in der sowjetischen Botschaft in London zu arbeiten begann. Er besuchte die St Barnabas and St Philip’s Church of England Primary School in Kensington, die Holland Park Comprehensive School und die Mill Hill School. Er studierte Kunstgeschichte bei Christie’s in London. Seither lebt er in London und wurde 2010 auch britischer Staatsbürger.
Die Freundschaft zu Boris Johnson besteht seit den späten 2000ern. Lebedevs Evening Standard unterstützte Johnson bei seiner Wahl zum Mayor of London.

## Peerage
Im Juli 2020 wurde er von Premierminister Johnson bei den Political Honours 2020 für einen Life Peerage nominiert. Lebedev sitzt seit dem 19. November 2020 als Crossbench Life Peer mit dem Titel Baron Lebedev, of Hampton in the London Borough of Richmond upon Thames and of Siberia in the Russian Federation im House of Lords. Lebedev wurde bei seiner Einführungszeremonie im House of Lords von Lord Clarke aus Nottingham und Lord Birt unterstützt. Sein Antrittsrede hielt er bei der Debatte nach der Parlamentseröffnung am 12. Mai 2021.

## Wohltätigkeit
Lebedev ist Schirmherr des Dispossessed Fund des Evening Standard, der zur Bekämpfung der Armut in London beiträgt und seit seiner Einführung im Jahr 2010 über 13 Millionen Pfund gesammelt hat. 2018 startete er #AIDSFree, eine titelübergreifende Kampagne zwischen The Independent und Evening Standard, um Geld für die Elton John AIDS Foundation zu sammeln. 2019 kündigte er an, dass beide Zeitungen eine mehrjährige Kampagne zur Bekämpfung der Obdachlosigkeit in London und auf der ganzen Welt starten würden.

## Privatleben
Er war zeitweise mit der britischen Schauspielerin Joely Richardson zusammen. Es gab Gerüchte über seine Homosexualität, die er aber dementiert.
Er hatte einen Wolfshund namens Boris, benannt nach dem ehemaligen russischen Präsidenten Boris Jelzin.